# Alliance pour l'avenir (Pérou)
Pour les articles homonymes, voir Alliance pour l'avenir (homonymie).
Alliance pour l'avenir (espagnol : Alianza por el Futuro) est une coalition politique péruvienne qui s'est formée pour les élections générales de 2006 entre les partis Cambio 90 et Nueva Mayoría.
Cette alliance politique est menée par l'ancienne présidente du Congrès, la fujimoriste Martha Chávez.